# Municipio de Wildcat (condado de Riley)
El municipio de Wildcat (en inglés: Wildcat Township) es un municipio ubicado en el condado de Riley en el estado estadounidense de Kansas. En el año 2010 tenía una población de 885 habitantes y una densidad poblacional de 11,58 personas por km².

## Geografía
El municipio de Wildcat se encuentra ubicado en las coordenadas 39°14′40″N 96°41′53″O / 39.24444, -96.69806. Según la Oficina del Censo de los Estados Unidos, el municipio tiene una superficie total de 76.44 km², de la cual 76,36 km² corresponden a tierra firme y (0,11 %) 0,08 km² es agua.

## Demografía
Según el censo de 2010, había 885 personas residiendo en el municipio de Wildcat. La densidad de población era de 11,58 hab./km². De los 885 habitantes, el municipio de Wildcat estaba compuesto por el 96,84 % blancos, el 0,11 % eran afroamericanos, el 0,45 % eran amerindios, el 0,34 % eran asiáticos, el 0,34 % eran de otras razas y el 1,92 % eran de una mezcla de razas. Del total de la población el 3,5 % eran hispanos o latinos de cualquier raza.